# Сергіно (Чановський район)
Сергіно (рос. Сергино) — присілок у Чановському районі Новосибірської області Російської Федерації.
Входить до складу муніципального утворення Погорельська сільрада. Населення становить 133 особи (2010).

## Історія
Згідно із законом від 2 червня 2004 року органом місцевого самоврядування є Погорельська сільрада.

## Населення
| 2002 | 2007 | 2010 |
| ---- | ---- | ---- |
| 205  | ↘165 | ↘133 |